# André Horace François de Barral de Rochechinard
Pour les articles homonymes, voir Famille de Barral et Barral.
André Horace François de Barral, baron Barral et de l'Empire, né le 1er août 1743 fils du conseiller de Barral de Rochechinard et petit-fils du marquis Joseph de Barral, seigneur d'Allevard, est un général français.
Il est nommé le 13 décembre 1791, maréchal des camps et armées du roi, chevalier de l'ordre royal et militaire de Saint-Louis.

## Biographie
À Cadix, il est aide-major général des armées de M. de La Fayette lors de la préparation du corps qui viendra en aide aux "Insurgents" américains.
Il est promu général de brigade en 1793.
En 1805, il est nommé préfet du Cher. Baron de l'Empire depuis le 31 janvier 1810, il est également officier de la Légion d'honneur et chancelier de la 7e cohorte. Il participe en 1814 au combat des Echelles contre les envahisseurs autrichiens.
Il meurt le 15 août 1829.
Il a épousé Anne-Amédée de Beauharnais, fille de Fanny de Beauharnais. Madame de Barral, réfugiée à Saint-Aupre durant la Terreur, est la tante de Stéphanie de Beauharnais, grande-duchesse de Bade. Ses deux fils (François Joseph et Philippe Octave) sont sénateurs du Second Empire.
Selon les "Mémoires" du comte Alexandre de Tilly, Horace de Barral ou " M. de Rochech" aurait pu être le modèle de Prévan des "Liaisons dangereuses".

## Récapitulatifs

### Titre
- Baron Barral et de l'Empire (décret du 15 août 1809, lettres patentes signées à Paris à 31 janvier 1810[2]).

### Décorations
| Officier de la Légion d'Honneur |

- Officier de la Légion d'honneur (5 juillet 1804)[3] ;

### Armoiries
| Image | Armoiries |
| ----- | --- |
|       | Armes du baron Barral et de l'Empire Écartelé au premier et quatrième de gueules à trois bandes d'argent ; au deuxième et troisième d'argent à la fasce de sable surmontée de trois merlettes en fasce du même ; franc quartier des barons préfets, brochant sur le tout. - Livrées : les couleurs de l'écu. |